# Anne-Catharina Vestly
Anne-Cath. Vestly (Rena, 15 febbraio 1920 – Nedre Eiker, 15 dicembre 2008) è stata una scrittrice norvegese, molto nota in patria per le sue pubblicazioni di letteratura per l'infanzia.
Nel 1994 ha vinto il premio norvegese Norsk kulturråds ærespris.